# بينغ هوانوو
بينغ هوانوو (في اللغة الصينية: 彭桓武; نظام بينيين: Péng huánwǔ؛ 6 أكتوبر 1915-28 فبراير 2007) كان عالم فيزيائي صيني. حيث كان عضوًا في الأكاديمية الصينية للعلوم، وقائدًا لمشاريع الأسلحة النووية الصينية. 

## الحياة و الوظيفة

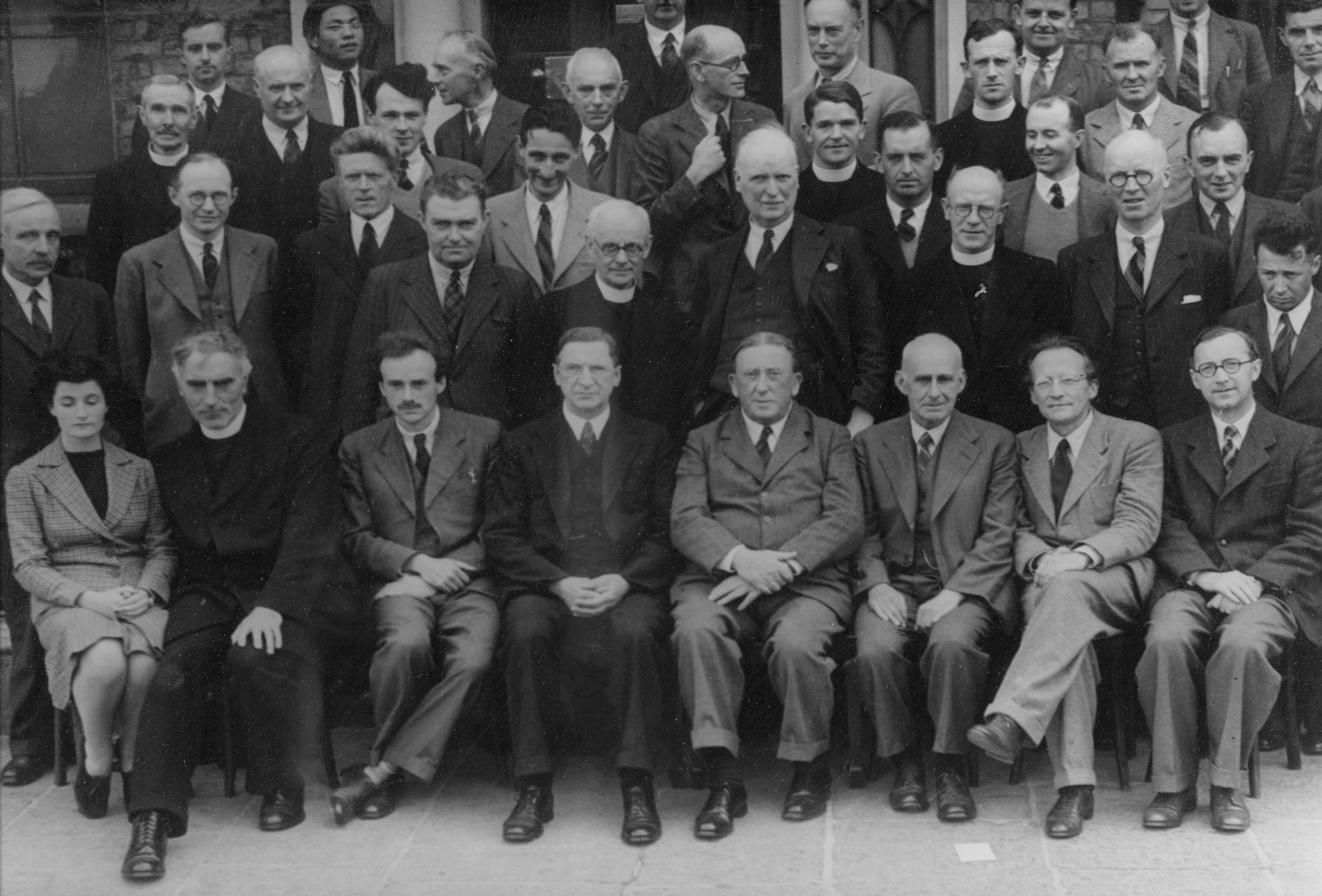
بينغ هولنوو (الصف العلوي الثاني من اليسار)، مع علماء فيزيائيين بارزين، في معهد دبلن للدراسات المتقدمة عام 1942. من بين الصفوف الأمامية الأخرى، الصف الأول من اليسار شيلا تيني، والثالث بول ديراك ، ثم إيمون دي فاليرا ، والسابع إروين شرودنغر

ولد بينغ في تشانغتشون بمقاطعة جيلين. كان والده من مقاطعة ماتشينج بمقاطعة خوبي. بعد تخرجه من قسم الفيزياء بجامعة تسينغهوا، واصل بنغ متابعة دراسته العليا. بعد اندلاع الحرب الصينية اليابانية الثانية في يوليو 1937، ذهب للتدريس في جامعة يونان. في عام 1938، التحق بينج ببرنامج الدراسة الأجنبية وذهب للدراسة في جامعة إدنبرة في اسكتلندا، وعمل مع الفيزيائي البارز ماكس بورن. حصل بينغ على درجة الدكتوراه عام 1940  وحصل على شهادة DSc (شهادة اعلى من الدكتوراة تمنح للمتميزين وذوي الانجازات الخاصة في اختصاصهم في المملكة المتحدة) عام 1945. 
بعد ان اوصى به ماكس بورن، عمل بينغ في معهد دبلن للدراسات المتقدمة في أيرلندا كباحث ما بعد الدكتوراه من عام 1941 إلى عام 1943، وفيما بعد كان أستاذًا مساعدًا من عام 1945 إلى عام 1947. أثناء وجوده في معهد دبلن للدراسات المتقدمة، عمل مع شيلا تيني والتي كانت في حينها طالبة أخرى من طلاب ماكس بورن. حيث انتجا عمل مهم حول المشابك البلورية.   من أغسطس 1941 إلى يوليو 1943، تعاون بينغ ايضا مع والتر هيتلر وجيمس هاملتون لدراسة الأشعة الكونية، وطوروا نظرية HHP.    جنبا إلى جنب مع ماكس بورن، حصل بينغ على جائزة ماكدوجال بريسبان من قبل الجمعية الملكية في إدنبرة في عام 1945. أشرف على عمل سيسيل ديويت على إنتاج الميزونات الاصطناعية في عام 1946.  انتخب عضوا في الأكاديمية الملكية الأيرلندية عام 1948. في نفس العام تلقى دعوة شخصية من رئيس الحكومة الأيرلندي، إيمون دي فاليرا.
عاد بينغ إلى الصين في عام 1947، وقام بالتدريس في جامعة يونان وجامعة تسينغهوا وجامعة بكين وجامعة العلوم والتكنولوجيا في الصين. شارك في تطوير القنبلة الذرية والقنبلة الهيدروجينية في الصين وقادها. شغل منصب نائب مدير معهد الفيزياء الحديثة في الاكاديمية الصينية للعلوم، ونائب مدير معهد فيزياء الطاقة العالية في الاكاديمية الصينية للعلوم، من بين مناصب أخرى.  من 1978 إلى 1983، كان مدير معهد الفيزياء النظرية في الاكاديمية الصينية للعلوم.

## التكريم والتقدير
حصل بينغ على العديد من الجوائز المرموقة في الصين، بما في ذلك جائزة العلوم الطبيعية الوطنية والجائزة الوطنية لتطوير العلوم والتكنولوجيا. تقديراً لمساهمته في الفيزياء النووية الصينية ، أطلق على الكويكب # 48798 اسمه باسم "Penghuanwu". 
في عام 1999، مُنح بينغ وسام الاستحقاق لمشروع قنبلتان وقمر صناعي. 